# Kingiodendron novoguineense
Kingiodendron novoguineense är en ärtväxtart som beskrevs av Bernard Verdcourt. Kingiodendron novoguineense ingår i släktet Kingiodendron och familjen ärtväxter. Inga underarter finns listade i Catalogue of Life.